# Mezquita Mamayi
La Mezquita Mamayi (en azerí: Mamay məscidi) es una mezquita de Shusha.

## Historia
La mezquita Mamayi fue construida en el barrio de Shushá del mismo nombre por el arquitecto Karbalayi Safikhan Karabakhi en el siglo XIX. El barrio de Mamayi es el cuarto de los 17 barrios de Shusha. La mezquita Mamayi fue una de las 17 mezquitas que funcionaban en Shusha a finales del siglo XIX.
Antes de la ocupación de Shusha, se renovaron las mezquitas Mamayi, Ashaghi Govhar Agha, Yukhari Govhar Agha y Saatli. La mezquita fue completamente destruida después de la ocupación de Shusha por las fuerzas armenias el 8 de mayo de 1992. El 8 de noviembre de 2020 las fuerzas azerbaiyanas tomaron el control de Shusha.
En el techo cuadrado de la mezquita hay una habitación para el intérprete de Azan. La mezquita pertenece al tipo de mezquitas del barrio Shusha con una fachada plana y una entrada asimétrica.  La mezquita tiene una sala de oración de tres naves. La mezquita de Mamayi funcionó como una casa de poesía durante el poder soviético.